# 崔永辉
崔永辉（1970年11月—），男，汉族，湖北恩施人，中华人民共和国政治人物，中国共产党党员，中國共產黨第二十屆中央委員會候補委員。现任中共福建省委常委、中共厦门市委书记。

## 生平
1991年3月加入中国共产党。1991年6月毕业于华中师范大学政治教育专业，后在湖北省恩施和十堰工作。2000年11月，通过公开选拔任十堰市茅箭区副区长。2002年后，历任中共丹江口市委组织部长、副书记、党校校长。2006年至2009年担任市长。2009年通过公开选拔升任湖北省审计厅副厅长。
2011年外调黄冈市，历任副市长、常务副市长、市行政学院院长。2016年调荆州市，任市委副书记、政法委书记。2017年5月19日当选市长。2018年当选湖北省出席第十三届全国人民代表大会代表。
2020年6月调至福建省工作，7月2日当选福建省副省长。2021年6月，任中共福建省委常委、秘书长。2021年10月30日，任中共福建省委常委、中共厦门市委书记。